# Rose des vents II

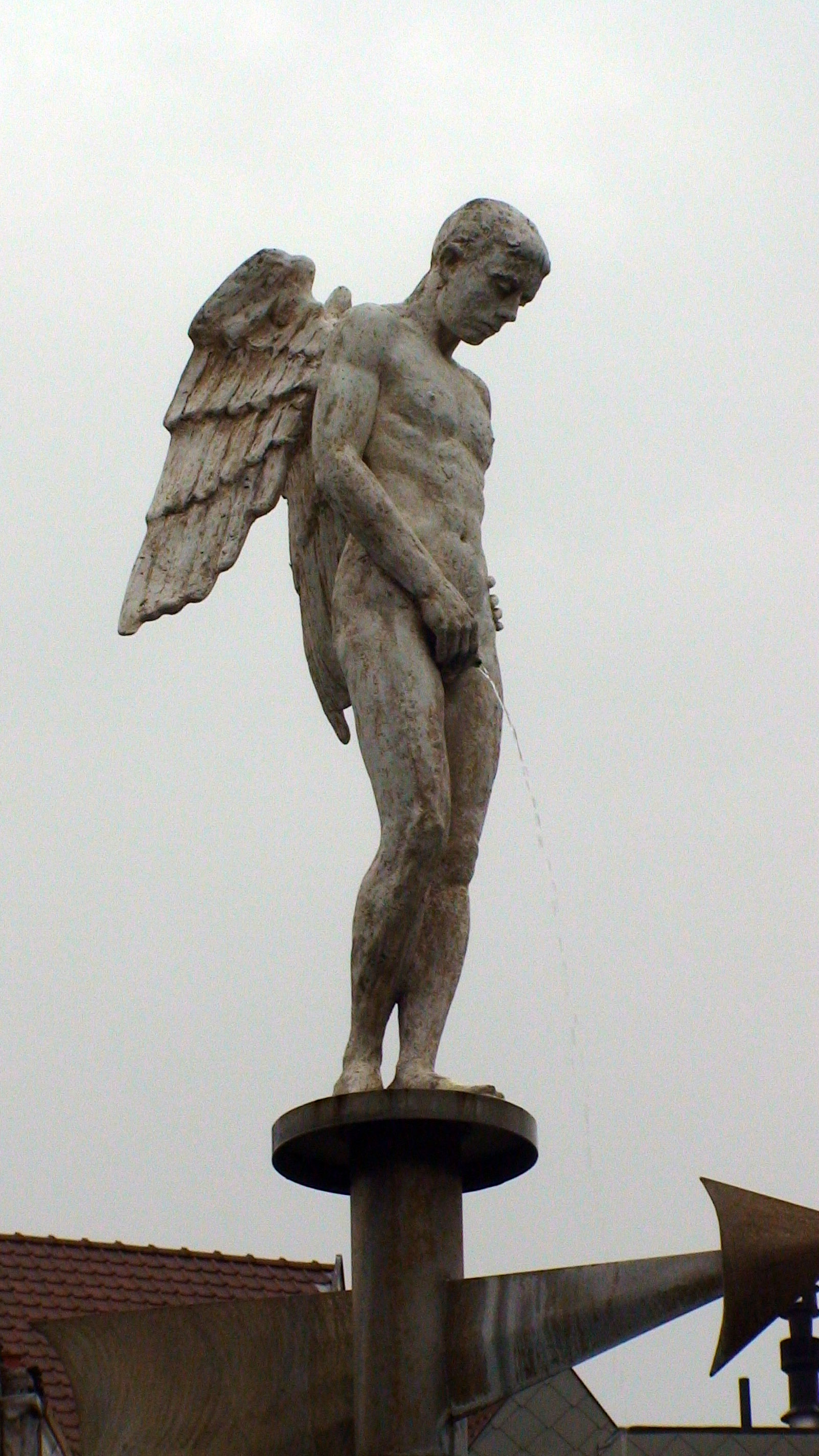

Rose des vents II is een beeld in de Belgische stad Knokke, dat zich bevindt op het Driehoeksplein.
Dit postmoderne beeld werd in 1995 geplaatst. Het is een werk van Wim Delvoye en stelt een plassende engel voor, die geplaatst is op een hoge zuil en dienst doet als windroos en fontein. De engel is vervaardigd van polyester en diende tegen de wind in te plassen.
Het beeld was nogal spraakmakend en – toen het enkele maanden na de inhuldiging van zijn sokkel werd gewaaid – waren er genoeg vrome tegenstanders die dit – in hun ogen godslasterlijke – beeld liever niet herplaatst zagen. In 1997 werd het beeld echter alsnog herplaatst, zij het met een aantal technische wijzigingen om herhaling van de valpartij te voorkomen.